# Asyndetus deficiens
Asyndetus deficiens är en tvåvingeart som beskrevs av Robinson 1975. Asyndetus deficiens ingår i släktet Asyndetus och familjen styltflugor.
Artens utbredningsområde är Puerto Rico. Inga underarter finns listade i Catalogue of Life.